# موتور علی زندانی چاه حسن
موتور علی زندانی چاه حسن یک منطقهٔ مسکونی در ایران است که در دهستان جازموریان واقع شده‌است. موتور علی زندانی چاه حسن ۳۲ نفر جمعیت دارد.